# Burg Vogelberg
Die Ruine der Burg Vogelberg liegt bei Waltensburg/Vuorz (Gemeinde Breil/Brigels) im schweizerischen Kanton Graubünden.

## Lage
Die Ruine der Höhenburg liegt auf 1240 m ü. M. auf einem schmalen Plateau oberhalb der Straße von Waltensburg nach Andiast. Sie steht am Rand des Tobels Val Mulin und ist von der angrenzenden Wiese durch einen seichten Graben oder Halsgraben abgetrennt. Die Burg ist von der Talstation des Sessellifts über einen Wanderweg abzweigend von der Senda Sursilvana in etwa einer halben Stunde zu erreichen.

## Name
Der Name Vogel(s)berg taucht seit Ulrich Campell in den Urkunden auf. Die Verwendung des Genitiv-s, das die Chronisten Fortunat Sprecher 1617 und Nicolin Sererhard 1742 erwähnen, spricht gegen einen Zusammenhang mit einem Vogel. Vermutlich ist der Name auf einen Besitzer namens Vogel zurückzuführen. Auch die rätoromanische Bezeichnung Cafoghel ist auf «Casa Vogel» (Haus Vogel) zurückzuführen.

## Anlage
Von der ganzen Anlage haben sich nur die Reste eines rechteckigen Turmes bis auf die Höhe von zwei Geschossen erhalten. Sie hat eine Ausdehnung von circa 9 auf 8 Meter. Die Mauern haben eine Stärke von 1,5 bis 1,8 Metern. Die Mauern bestehen aus lagerhaften großen Bachkieseln. Auffallend sind die sauber gearbeiteten Ecksteine mit Kantenschlag, die sich farblich vom Mauerwerk abheben.
Die Anlage ist stark überwachsen und herumliegende Trümmer weisen darauf hin, dass die Mauerreste langsam zerfallen.

## Geschichte
Schriftliche Unterlagen über Entstehung und Geschichte der Burg fehlen vollständig. Aufgrund der Bauweise kann eine Entstehung im 13. Jahrhundert angenommen werden. Denkbar ist, dass es sich bei der Burg Vogelberg um die bisher nicht lokalisierte Burg Stotznstein handelt. Diese Vermutung gilt aber auch für die Burg Kropfenstein: Am 28. oder 29. November 1323 wurde ein Jacobus de Stotznstein im Dienste der Kirche von Chur beim Dorf Rueun getötet.

## Galerie

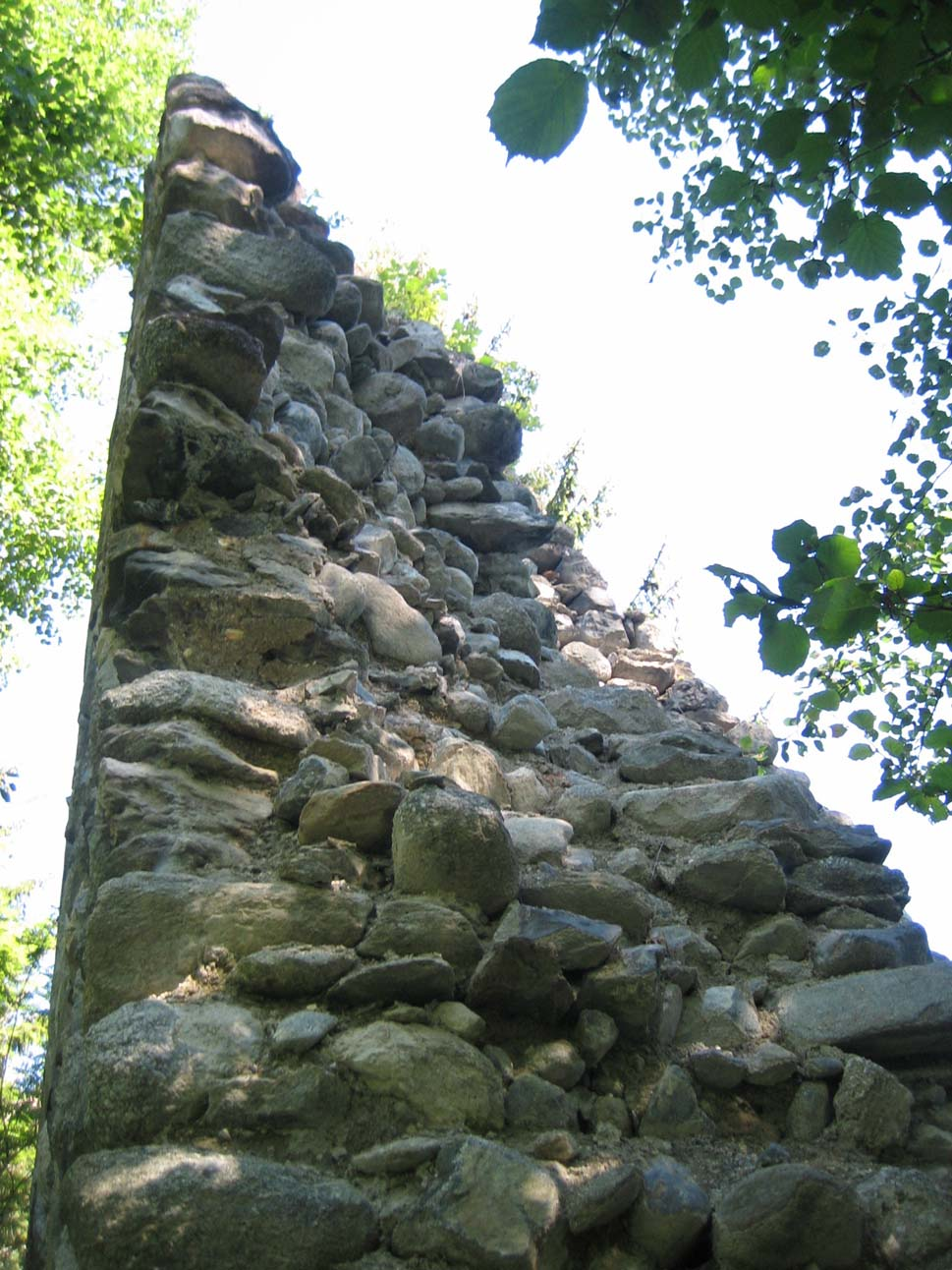
Mauerabbruch
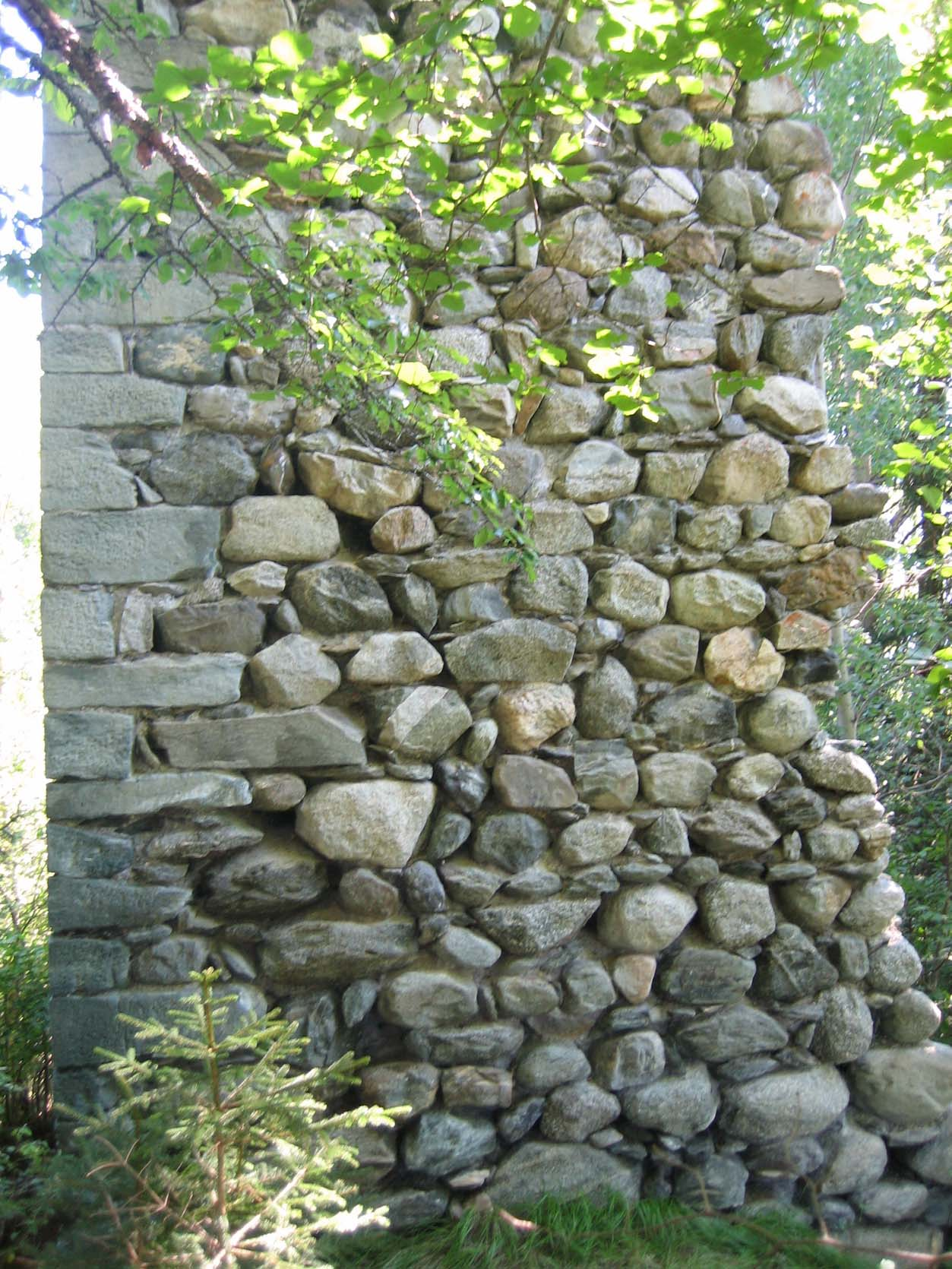
Südwestseite
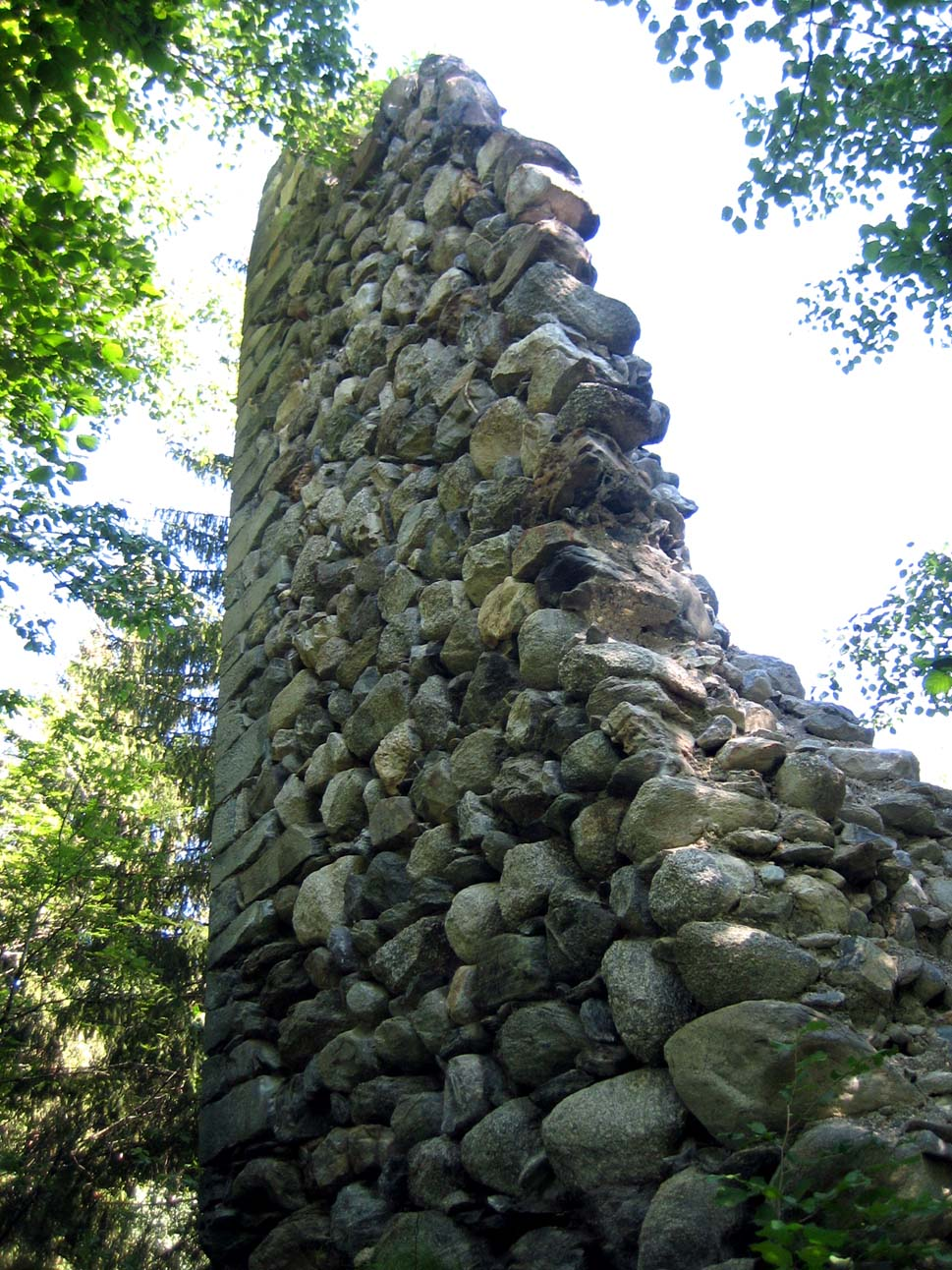
Ansicht von Süden
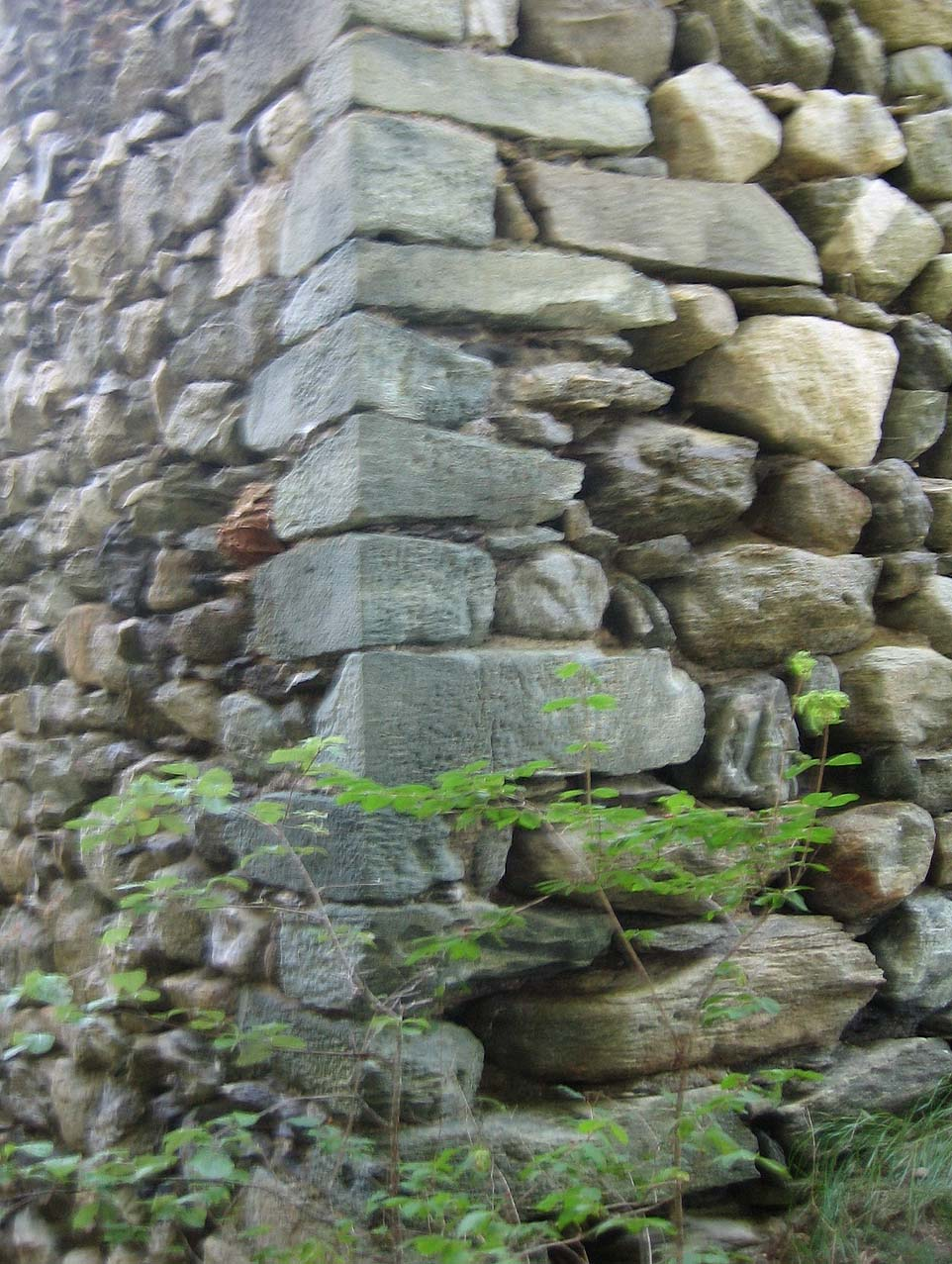
Mauerecke